# الغواصة الألمانية يو-219
غواصة يو-219 غواصة يو بوت ألمانية من الفئة العاشرة بي بنيت لسلاح بحرية ألمانيا النازية كريغسمارينه، في أحواض فريدريش كروب في كيل خلال الحرب العالمية الثانية. أبحرت يو-219 في مهمة زراعة ألغام في 22 أكتوبر 1943 لكنها عادت إلى فرنسا في 1 يناير 1944 بعد أن تم تحويلها لتزويد غواصات يو أخرى بالوقود في شمال المحيط الأطلسي.